# Езикови комисии на АСНОМ
Езиковата комисия на АСНОМ (на македонска литературна норма: Комисија за јазик на АСНОМ) е създадена през декември 1944 г. от АСНОМ. Тъй като Югославия признава съществуването на отделна македонска нация и език, на Комисията е възложено да изработи и стандартизира македонския литературен език посредством въвеждането на македонска азбука и македонски правопис.

## Първа комисия
Първата комисия, наречена „Комисия за установяване на македонския език, азбука и правопис“ заседава от 27 ноември до 4 декември 1944 година и е съставена от местни училищни преподаватели и общественици. Това са (от ляво надясно на снимката) Васил Ильоски, Христо Зографов, Крум Тошев, Даре Джамбаз, Венко Марковски, Мирко Павловски, Михаил Петрушевски, Христо Проданов, Георги Киселинов, Георги Шоптраянов, Йован Костов. Повечето членове са учители по сръбски или български, трима имат висше образование (Георги Шоптраянов – по френска филология, Михаил Петрушевски – по класическа филология, Даре Джамбаз – по фармация), а двама – Венко Марковски и Блаже Конески са учили в университет.
Комисията решава велешкият, прилепският и битолският диалекти да са основа на бъдещия литературен език (също като Кръсте Мисирков в 1903 година), и предлага кирилска азбука.
Георги Киселинов предлага свой цялостен проект за македонска граматика с азбука, използваща само букви от българската азбука, но с фонетичен правопис, по модела на сръбския. Предложението му е остро критикувано от Блаже Конески, който, заедно с Милка Балванлиева, предлага директното използване на сръбската азбука, която се използва в образователната система от десетилетия и е добре позната в страната. Тези крайни мнения не намират подкрепа в комисията, която си поставя за цел създаването на македонска азбука, която да се отличава както от сръбската, така и от българската.
Като цяло е приет принципът на сръбската, но не и на българската кирилица, на един звук да съответства една буква и обратното – по тази причина използването на българските букви Щ, Ю и Я не е обсъждано, за съчетанието „дж“ е приета сръбската буква Џ, а за „дз“ – изоставената в останалите съвременни варианти на кирилицата стара буква Ѕ.
Най-големи спорове предизвиква използването на буквата Ъ, широко използвана в българския (особено при тогавашния правопис), но не и в сръбския. Въпреки че част от македонските диалекти съдържат обозначаваната с буквата фонема [ɤ̞] (междинна задна незакръглена гласна) или носовата гласна Ѫ [ɔ̃] и използват за обозначаването ѝ българските букви Ъ или Ѫ, в западните диалекти, на които предстои да се основе литературният език, те са рядко използвани. Блаже Конески се противопоставя на включването на Ъ въз основа на това, че в литературния език няма такъв звук (въпреки че езикът тогава още не е стандартизиран), а оттам, че няма нужда да присъства и в азбуката. Още смята, че с премахването на Ъ от азбуката, говорещите ъ-диалекти бързо ще се приспособят към стандартните диалекти. Опонентите на Конески посочват, че Ъ трябва да се включи в азбуката, защото фонемата е разпространена и сред западните диалекти. В крайна сметка комисията решава да използва буквата Ъ, което става една от причините Конески да я напусне и да се разграничи от решенията ѝ, официално обявени на 28 декември.
Предложената от комисията азбука предвижда:
- Използване на сръбските букви Ј и Џ
- Въвеждане на старобългарската Ѕ
- Ъ е единствената използвана буква от българската азбука, отсъстваща в сръбската
- Въвеждане на 4 оригинални символа – предложените от Венко Марковски версии на Љ, Њ, Ќ и Ѓ (които съдържат малко кръгче в долния десен край на Л, Н и К, и малко кръгче в горния десен край на Г.[7])

АСНОМ отхвърля препоръките на първата комисия и свиква нова.

## Втора комисия
Втората езикова комисия работи през март 1945 година. В нея влизат Воислав Илич, Васил Ильоски, Блаже Конески, Венко Марковски, Мирко Павловски и Крум Тошев. В работата на комисията се намесват Радован Загович от Белград и Милован Джилас. Предварително дейците на ЮКП и МКП са поискали подкрепа от СССР и от БКП по повод на новата свикана комисия, чиято задача предварително е определена – да приема сръбската азбука.
Втората комисия приема изцяло сръбската азбука, с изключение на запазеното използване на буквата Ѕ за съчетанието „дз“.

## Трета комисия
През април 1945 година в Пропагандния отдел на Централния комитет на Югославската комунистическа партия в Белград са извикани група македонски активисти по езиковия въпрос, които трябва да постигнат компромисно решение за азбуката. От старата комисия остават Васил Ильоски, Блаже Конески, Венко Марковски, Мирко Павловски и Крум Тошев. Новите членове са Киро Хадживасилев, Владо Малески, Илия Топаловски, Густав Влахов и Иван Мазов. При гласуване за запазване или премахване на буквата Ъ се стига до равен брой гласове, но въпреки това тя е отстранена.
На 3 май 1945 година третата комисия представя предложенията си пред министерството на просветата, което ги одобрява в същия ден и те публикувани в официалния вестник „Нова Македония“. На 5 май 1945 година предложенията на комисията са публикувани в Служебния вестник издаван от АСНОМ.
В окончателния вариант на третата комисия, използван и днес, се предвижда:
- Използване на сръбските букви Ј и Џ
- Използване на старобългарската Ѕ
- Отказ от буквата Ъ от предложението на първата комисия, на чието място се използва апостроф
- Отказ от предложените от първата комисия 4 оригинални символа
  - За палатализираните форми на „л“ и „н“ се използват сръбските лигатури Љ и Њ
  - За палатализираните форми на „к“ и „г“ се използват основните букви с диакритичен знак – Ќ и Ѓ

Отхвърлянето на Ъ заедно с приемането на 4 сръбски букви (Ј, Џ, Љ и Њ) дава основание за критика, че комисията е „сърбизирала“ азбуката, докато искащите да оставят Ъ в азбуката са обвинявани в „българизиране“. Сред македонските общественици, критикуващи новата азбука като несъответстваща на македонските език и традиции, са Венко Марковски, Васил Ивановски, Павел Шатев, Панко Брашнаров. Въпреки това, азбуката е официално приета и се използва и до днес.